# رود آباکان
 رود آباکان رودی است به رود ینی‌سئی می‌ریزد. این رود از کشور روسیه می‌گذرد.